# Heerlijkheid Jever

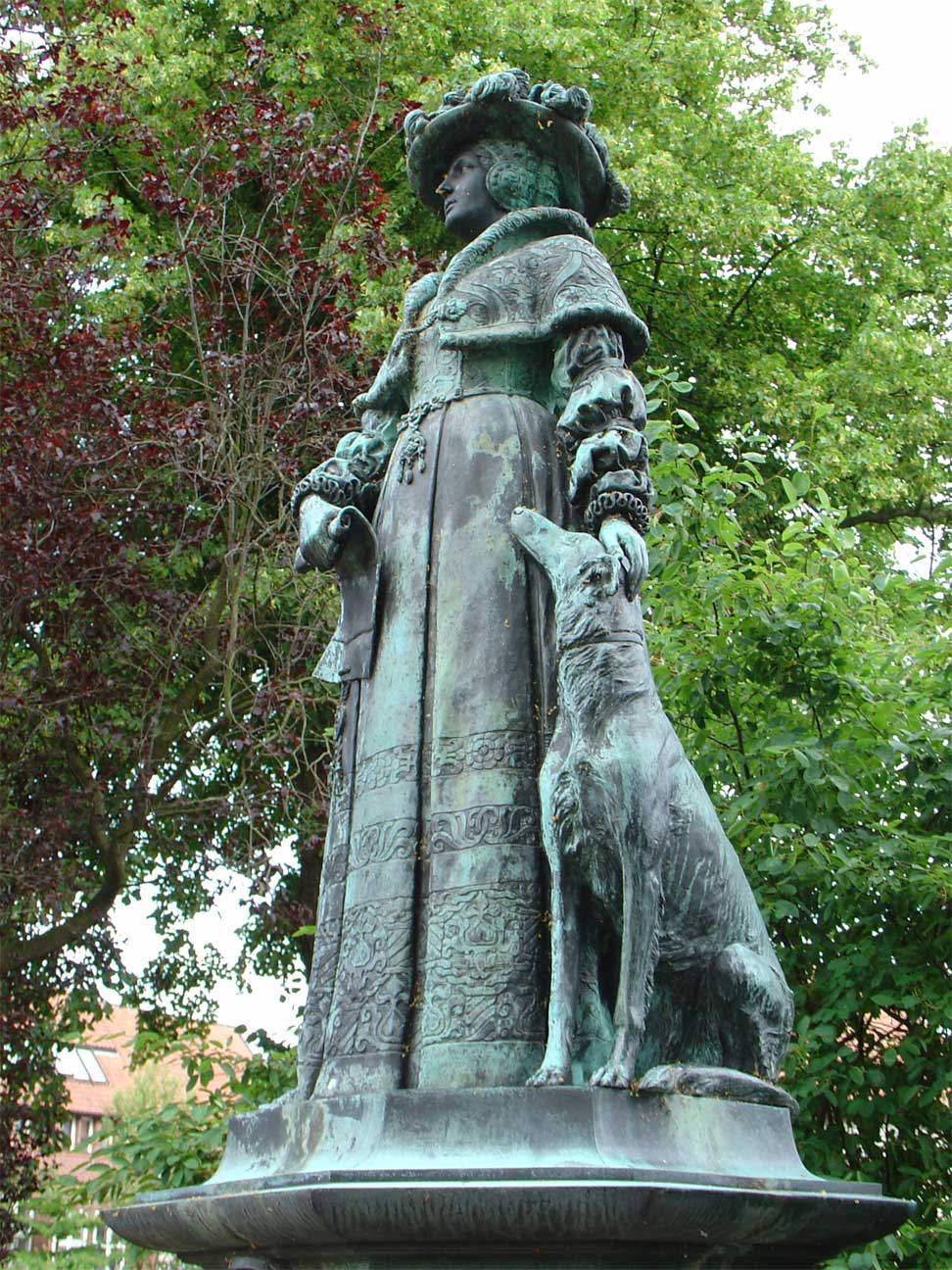
Maria van Jever (1500-1575)

Jever was een heerlijkheid binnen het Heilige Roomse Rijk. Jever, nu in Nedersaksen, was behoudens een korte periode in de zestiende eeuw, niet bij een kreits ingedeeld.
In 1359 werd Edo Wimeken de Oudere tot hoofdeling gekozen van Ostringen, Rustringen en Wangerland. Hierdoor ontstond een afzonderlijk Fries gebied: Jever. In 1428 werd in Jever een burcht gebouwd, wat een bevestiging van de heerschappij gaf. Toch bleef het land bedreigd vanuit Oost-Friesland en Oldenburg.
Na de dood in 1511 van de laatste hoofdeling van Jever, Edo Wiemken de Jongere, kwam het gebied aan zijn dochter Maria. Nadat de Enno II van Oost-Friesland het huwelijksverdrag van 1517 niet nakwam, nam Maria in 1531 het heft in eigen handen: zij verjoeg Oost-Friese bezetting en droeg haar gebied als leen op aan keizer Karel V in zijn hoedanigheid van hertog van Bourgondië (= de Nederlanden). Karel maakte Jever daarbij onderdeel van de Bourgondische Kreits. In 1536 verhief Maria Jever tot stad.
Omdat de moeder van Maria een geboren gravin van Oldenburg was, vermaakte zij de heerlijkheid Jever bij testament aan het graafschap Oldenburg. Na haar dood in 1575 viel de heerlijkheid dan ook aan Oldenburg. Na het uitsterven van de graven van Oldenburg in 1667 kwam Jever via de zuster van de laatste graaf, Magdalena van Oldenburg, die gehuwd was met vorst Rudolf van Anhalt-Zerbst aan hun zoon Jan van Anhalt-Zerbst.
De laatste vorst van Anhalt-Zerbst, Frederik August, overleed op 3 mei 1793. Erfgename in Jever was zijn zuster, de Russische keizerin Catharina de Grote. Tot 1807 fungeerde de weduwe van de laatste vorst van Anhalt-Zerbst als administrator in Jever.
Napoleon veroverde het gebied in 1807 en bij de Vrede van Tilsit moest Rusland het gebied afstaan, waarna het gebied bij het koninkrijk Holland werd gevoegd als deel van het departement Oost-Friesland. Koning Lodewijk I van Holland benoemde de Frans-Nederlandse generaal Étienne Jacques Travers tot baron van Jever. In 1810 werd het koninkrijk Holland, en dus ook Jever bij het keizerrijk Frankrijk gevoegd.
In 1813 werd het gebied bezet door geallieerde troepen, waarna het Russische bestuur werd hersteld. In 1818 stond Rusland de heerlijkheid af aan het groothertogdom Oldenburg. Jever bleef daarbij in bezit van dezelfde dynastie, want zowel in Rusland als in Oldenburg regeerde het huis Holstein-Gottorp.

## Regenten
| regering                  | naam                                          | geboren    | overleden  | familie                          |
| ------------------------- | --------------------------------------------- | ---------- | ---------- | -------------------------------- |
| 1575-1603                 | Jan XVI                                       | 9-9-1540   | 12-11-1603 | zoon van Anton I van Oldenburg   |
| 1603-1667                 | Anton Günther                                 | 1-11-1583  | 19-6-1667  | zoon                             |
| 1667-1667                 | Johan van Anhalt-Zerbst                       | 24-3-1621  | 4-7-1667   | zoon van Magdalena van Oldenburg |
| 1667(74)-1718             | Karel Willem                                  | 16-10-1652 | 3-11-1718  | zoon                             |
| 1718-1742                 | Johan August                                  | 29-7-1677  | 7-11-1742  | zoon                             |
| 1742-1746                 | Johan Lodewijk (II)                           | 23-6-1688  | 5-11-1746  | kleinzoon van Jan                |
| 1742/6-1747               | Christiaan August                             | 29-11-1690 | 16-3-1747  | broer                            |
| 1747-1752 (regentes)      | Johanna Elizabeth van Holstein-Gottorp        | 24-10-1712 | 30-5-1760  | echtgenote                       |
| 1747/52-1793              | Frederik August                               | 8-8-1734   | 3-3-1793   | zoon                             |
| 1793-1807 (administrator) | Friederike Augusta Sophie van Anhalt-Bernburg | 28-8-1744  | 12-4-1827  | echtgenote                       |
| 1793-1796                 | Catharina (Sophie Augusta)                    | 2-5-1729   | 17-11-1796 | zuster van Frederik August       |
| 1796-1807                 | Paul                                          | 1-10-1754  | 25-5-1801  | zoon                             |
| 1801-1807                 | Alexander                                     | 2-1-1778   | 30-11-1825 | zoon                             |
| 1813-1818                 | Alexander                                     | 2-1-1778   | 30-11-1825 | tweede maal                      |

FG FD) Geheel of deels verloren aan Frankrijk 1659–1713; RG RD) Geheel of deels verloren aan de Republiek 1581–1715; V) Door vererving bij een andere kreits
- Gemeinsame Normdatei: 4686092-7
- Virtual International Authority File: 234789711
- WorldCat: E39PBJtMrrxw3kDDTWmRtcwKVC